# Virginia Slims of Los Angeles 1986
34°4′9″ пн. ш. 118°26′48.5″ зх. д. / 34.06917° пн. ш. 118.446806° зх. д.
Virginia Slims of Los Angeles 1986 — жіночий тенісний турнір, що проходив на відкритих кортах з твердим покриттям Manhattan Country Club у Лос-Анджелесі (США). Належав до турнірів 4-ї категорії в рамках Туру WTA 1986. Відбувсь утринадцяте і тривав з 11 серпня до 17 серпня 1986 року. Перша сіяна Мартіна Навратілова здобула титул в одиночному розряді й отримала за це 45 тис. доларів США.

## Фінальна частина

### Одиночний розряд
Мартіна Навратілова —  Кріс Еверт-Ллойд 7–6(7–5), 6–3
- Для Навратілової це був 8-й титул в одиночному розряді за сезон і 119-й — за кар'єру.

### Парний розряд
Мартіна Навратілова /  Пем Шрайвер —  Клаудія Коде-Кільш /  Гелена Сукова 6–4, 6–3